# ワタカ
ワタカ（腸香、黄鯝魚、𩸮、𮬂、Ischikauia steenackeri）はコイ目コイ科に属する淡水魚の一種。日本の固有種で、ワタカ1種でワタカ属を構成している。

## 分布
日本唯一の旧クルター亜科であり琵琶湖や淀川水系にのみ生息していたが、琵琶湖で養殖された稚アユに混ざって放流され、宍道湖、手賀沼をはじめ、日本各地の河川、湖沼に定着した
。しかしワタカの咽頭歯の化石が西日本を中心に発見されており、琵琶湖の固有種ではなく遺存種であるとの見方が強い。

## 形態

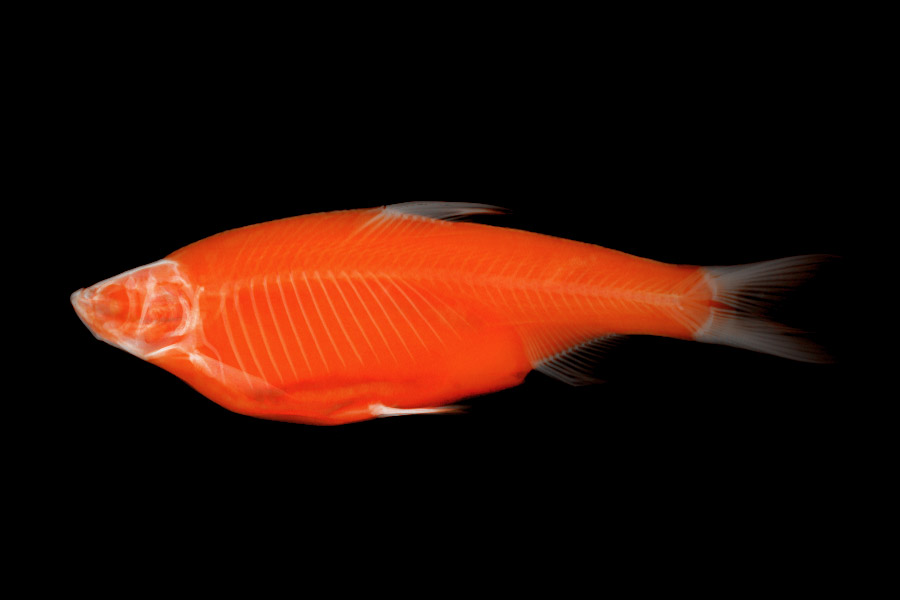
ワタカ（熊本県・国内移入）の3D・CTスキャンモデル

全長はおよそ30cm。口が斜め上向きである。オスは頭部や胸鰭、背部などに星状の点がある。体色は淡い青色で、背面は灰青緑色、腹面は白色になる。繁殖期のオスには、背面や眼の周り、胸びれなどに追い星が現れる。婚姻色は、ほとんど出ない。

## 生態
河川の下流域や湖沼の、水草が繁茂する流れの緩やかな場所に生息する。泳ぎがうまく、中層にいる事が多い。
食性は雑食であるが、成魚になるにしたがって水草などの植物を好んで食べるようになる。田んぼなどではイネの若芽を食害することもある。
その食性や顔の風貌から、「うまうお、ばぎょ（馬魚）」などと呼ばれることもある。馬魚と呼ばれる由来として天理市の伝説では、永久年間開山の内山永久寺の本堂池に生息し、その後、石上神宮や東大寺大仏殿の鏡池にも移された（前同 pp.80 - 82）が、その昔、後醍醐天皇が京から吉野へ行く途中、永久寺に寄った際、ウマが池のほとりで亡くなり、その亡魂が魚になったため、草を食べるようになったと伝えられている（前同 80 - 82）。永久寺の放生会の時、淀川付近のワタカを放ったものが本堂池で繁殖したとみられる（前同 p.82）。
産卵期は6月から7月にかけてであり、湖岸に生えるヨシやマコモなどの葉など水面近くにある植物に、雨上がりの日の夕方から夜にかけて産卵する。

## 利用
食用にされることはほとんどなく、市場価値はほとんどない。フライフィッシングなどで釣り上げられることもあるが、本種のみを対象にして釣られることはほとんどない。
前述したように水草を中心に食べるので、増えすぎた水草を除去するのに効果があるとされる。例えば琵琶湖では、増えすぎたオオカナダモなどを除去するためにワタカが放流された。

## 保全状況評価
- 絶滅危惧IA類 (CR)（環境省レッドリスト）

主な生息地である琵琶湖でも個体数が激減しており、2007年に環境省のレッドデータブックが改訂された際に、絶滅危惧IB類に指定された。その後、2013年には絶滅危惧IA類と評価された。